# Éider Arévalo
Éider Orlando Arévalo Truque (Bogotá, 9 de marzo de 1993) es un atleta colombiano. Fue medalla de oro en la marcha atlética de 20 km del Campeonato Mundial de Atletismo de 2017 en Londres, también, abanderado de Colombia en los Juegos Olímpicos de la Juventud Singapur 2010 y es considerado uno de los deportista colombianos con mayores posibilidades de medalla en los Juegos Olímpicos de Verano.
Eider Arévalo Truque es el campeón mundial juvenil de marcha. Bogotano, fue criado en el municipio de Pitalito en el departamento del Huila, Colombia. Su gran inspiración y mentor es su entrenador Fernando Rozo, profesor de escuela.
Participó en los Juegos Olímpicos de Londres 2012, en la prueba de 20 km marcha, ocupando el puesto 20; y en los Juegos Olímpicos de Río de Janeiro, ocupando el puesto 15.

## Mejores marcas personales
| Mejores marcas personales | Mejores marcas personales | Mejores marcas personales  | Mejores marcas personales |
| Distancia                 | Tiempo                    | Lugar                      | Fecha                     |
| ------------------------- | ------------------------- | -------------------------- | ------------------------- |
| 10.000 m.                 | 39:56.01                  | Medellín, Colombia         | 24 de septiembre de 2011  |
| 10 km.                    | 40:25                     | Londres, Reino Unido       | 4 de agosto de 2012       |
| 20.000 m.                 | 1h:22:11.1                | Santiago de Chile, Chile   | 15 de marzo de 2014       |
| 20 km.                    | 1h:19:45                  | Poděbrady, República Checa | 13 de abril de 2013       |
| PC - Pista Cubierta       |                           |                            |                           |